# محمدجعفر اقبال
محمدجعفر اقبال دندانپزشک ایرانی و استاد گروه اندودانتیکس دانشگاه علوم پزشکی شهید بهشتی است.
او در سال ۱۳۹۲ برای دومین بار عهده‌دار ریاست دانشکدهٔ دندانپزشکی دانشگاه علوم پزشکی شهید بهشتی شد، اما در مهر ۱۳۹۷ در اعتراض به فشارهای وارده به دانشگاه جهت انتقال دانشجویان خارجی به این دانشکده از مقام خود استعفا داد.
اقبال برای مشارکت در نگارش کتاب مرجع کامل مبانی، وسایل و روش‌های آماده‌سازی کانال دندان برگزیدهٔ بیست و چهارمین دورهٔ کتاب سال ایران شد.
او در سال ۱۳۹۳ از سوی وزیر بهداشت وقت به عضویت شورای سلامت دهان برگزیده شد.
اقبال هم‌اکنون معاونت پژوهشیِ پژوهشکده علوم دندانپزشکی دانشگاه علوم پزشکی شهید بهشتی را بر عهده دارد.